# شاهد أحمد
شاهد أحمد (بالإنجليزية: Shahed Ahmed)‏ هو لاعب كرة قدم بريطاني في مركز الهجوم، ولد في 13 سبتمبر 1985 في هام الشرقية في المملكة المتحدة. لعب مع نادي ويمبلدون وويكمب وندررز ووينجيت آند فينشلي.

## وصلات خارجية
- شاهد أحمد على موقع Soccerbase.com (لاعب) (الإنجليزية)